# هينريتش سوترمايستر
هينريتش سوترمايستر هو كاتب وملحن وأستاذ جامعي سويسري، ولد في 12 أغسطس 1910 في فويرتالن في سويسرا، وتوفي في 16 مارس 1995 في Vaux-sur-Morges ‏ في سويسرا.

## وصلات خارجية
- هينريتش سوترمايستر على موقع IMDb (الإنجليزية)
- هينريتش سوترمايستر على موقع مونزينجر (الألمانية)
- هينريتش سوترمايستر على موقع ميوزك برينز (الإنجليزية)
- هينريتش سوترمايستر على موقع أول ميوزيك (الإنجليزية)
- هينريتش سوترمايستر على موقع ديسكوغز (الإنجليزية)
- هينريتش سوترمايستر على موقع كينوبويسك (الروسية)